# Marijan Zadnikar
Marijan Zadnikar, slovenski umetnostni zgodovinar in konservator, * 27. december 1921, Novo mesto, † 4. oktober 2005, Ljubljana.

## Življenje in delo
Marijan Zadnikar se je rodil v Novem mestu, a je vse od leta 1922 živel v Ljubljani, kjer je obiskoval osnovno šolo na Grabnu in leta 1940 maturiral na takratni I. državni realni gimnaziji v Vegovi ulici. 
Njegov oče je izhajal iz stare ljubljanske rodbine in se ob svojem stricu, znanem kamniškem veterinarju in zbiratelju starin, Josipu Nikolaju Sadnikarju tudi sam ogreval za zbirateljstvo; sinu je prvi zbudil zanimanje za zgodovino in njene vrednote. To je nedvomno vplivalo na sinovo odločitev, da je svoje življenje posveti domači umetnostni preteklosti in sicer kot umetnostni zgodovinar. 
Zaradi vojnih dogodkov, ki so ga v letih 1942/43 za daljši čas pripeljale v italijansko internacijo, je študij umetnostne zgodovine pri Francetu Stelétu zaključil šele po osvoboditvi. Leta 1949 je na ljubljanski Filozofski fakulteti diplomiral in prav tam 1955 tudi doktoriral s temo o romanski arhitekturi na Slovenskem. Strokovno se je izpopolnjeval na več tujih univerzah. Veliko je veliko potoval in imel v tujini številna predavanja.
Zadnikar, ki se je v svojem delu največ posvečal romanski cerkveni arhitekturi, je bil znan tako strokovni kot tudi širši javnosti, stroka pa ga uvršča med vodilne umetnostne zgodovinarje raziskovalce in konservatorje prve povojne generacije na Slovenskem. Bil je dolgoletni uslužbenec Republiškega zavoda za spomeniško varstvo v Ljubljani, kjer je kot konservator deloval od 1947 do upokojitve 1982.
Sodeloval je pri slovenskih in tujih leksikalnih delih. Izdal je avtobiografsko knjigo Z mojih poti. Spomini slovenskega umetnostnega zgodovinarja in konservatorja (1991), glavne razprave, tudi tiste iz tujega tiska, je ponatisnil v knjigi Preden odidem (1998). Zadnikar, ki je metodološko in spominsko zvest svojemu mentorju Francetu Steletu, nedvomno spada med naše najvidnejše umetnostne zgodovinarje prve povojne generacije.
Leta 1972 je dosegel naziv znanstvenega svetnika. Leta 1997 je postal izredni in 2003 redni član SAZU.

## Zasebno
Poročen je bil s hčerjo fotografa in filmskega snemalca Veličana Beštra.

## Nagrade in priznanja
- 1992: nagrada Republike Slovenije za znanstvenoraziskovalno delo[3]

- 2003: Steletova nagrada